# 張星煒
張星煒（？年—？年），字雲伯，號燕窓，南直隶镇江府丹徒县人。明末政治人物。

## 生平
崇祯三年（1630年）庚午科应天府乡试第一百二名舉人，崇祯七年（1634年）甲戌科三甲一百六十九名进士，吏部观政，本年六月授湖广湘乡县知县，十年拾遺为民。

## 家族
曾祖张乾，太医院官；祖张洪谟，庠生、大宾；父张拱昌，字幼文，壬辰选贡、順寧府通判、大宾。伯父張拱極，進士。